# Rasenmähroboter

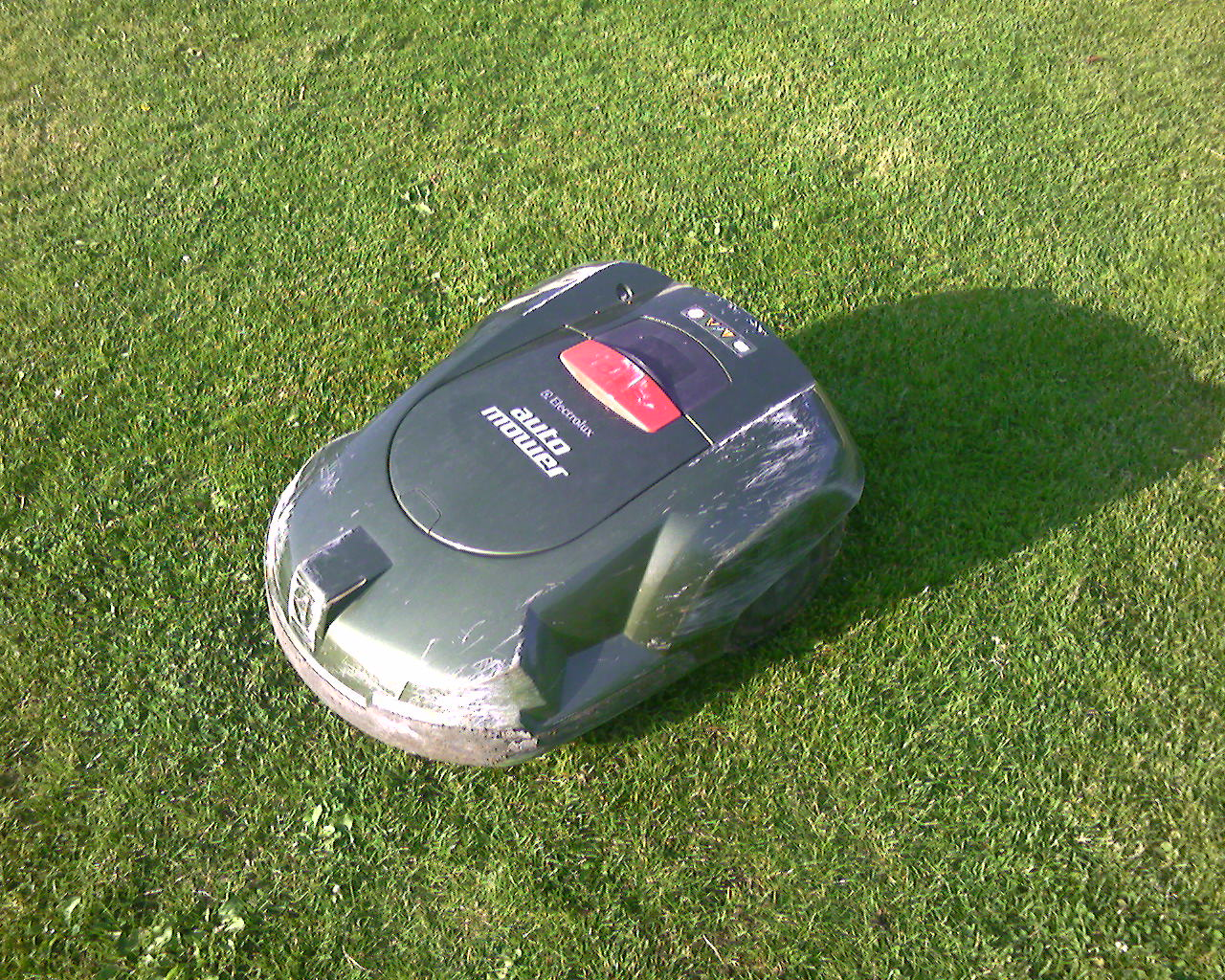
Mähroboter von Electrolux/Husqvarna

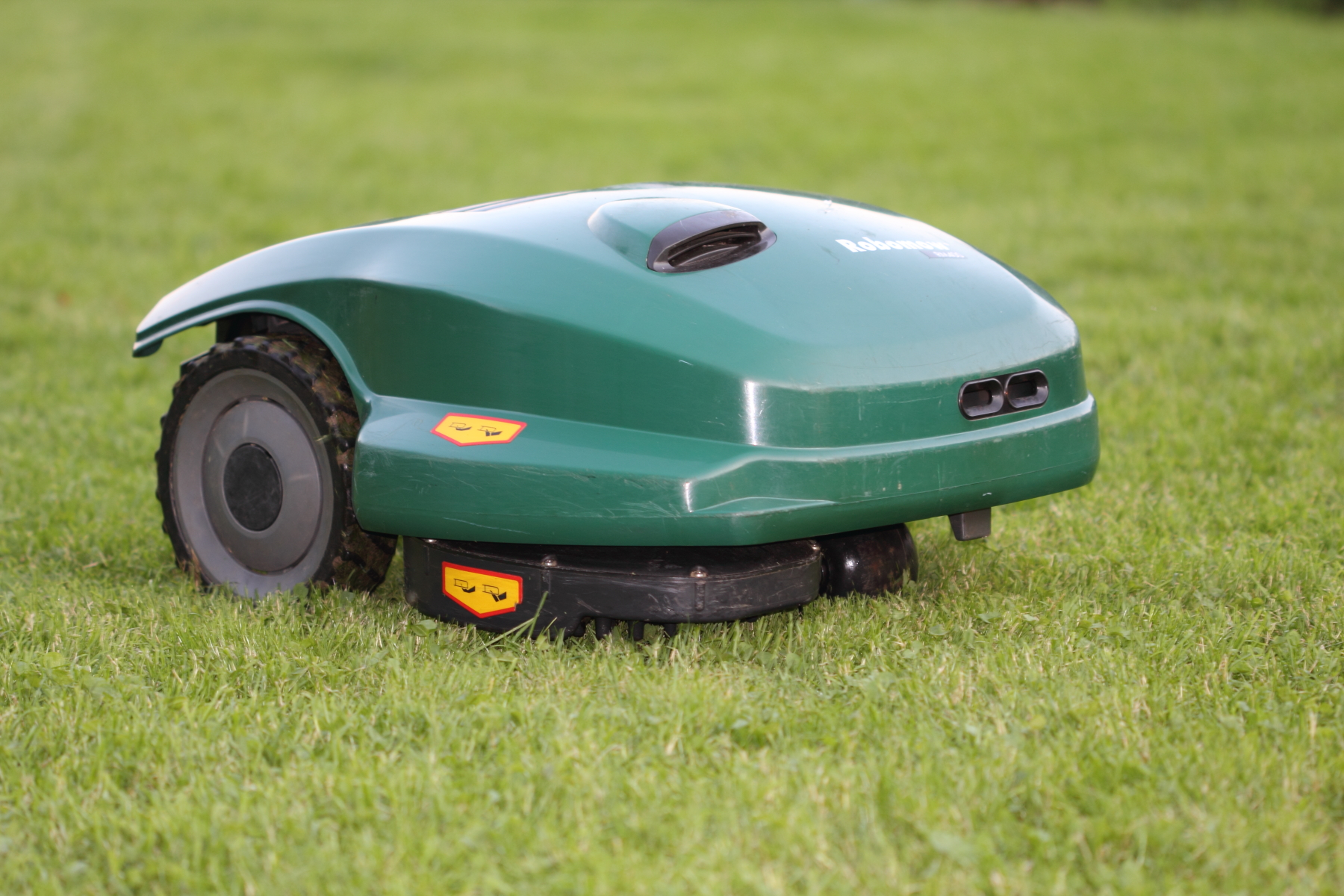
Mähroboter Robomow RM 400 im Einsatz. Der Mäher hat ein zentrales Kugelrad vorn und eine Schnittbreite von 22 cm

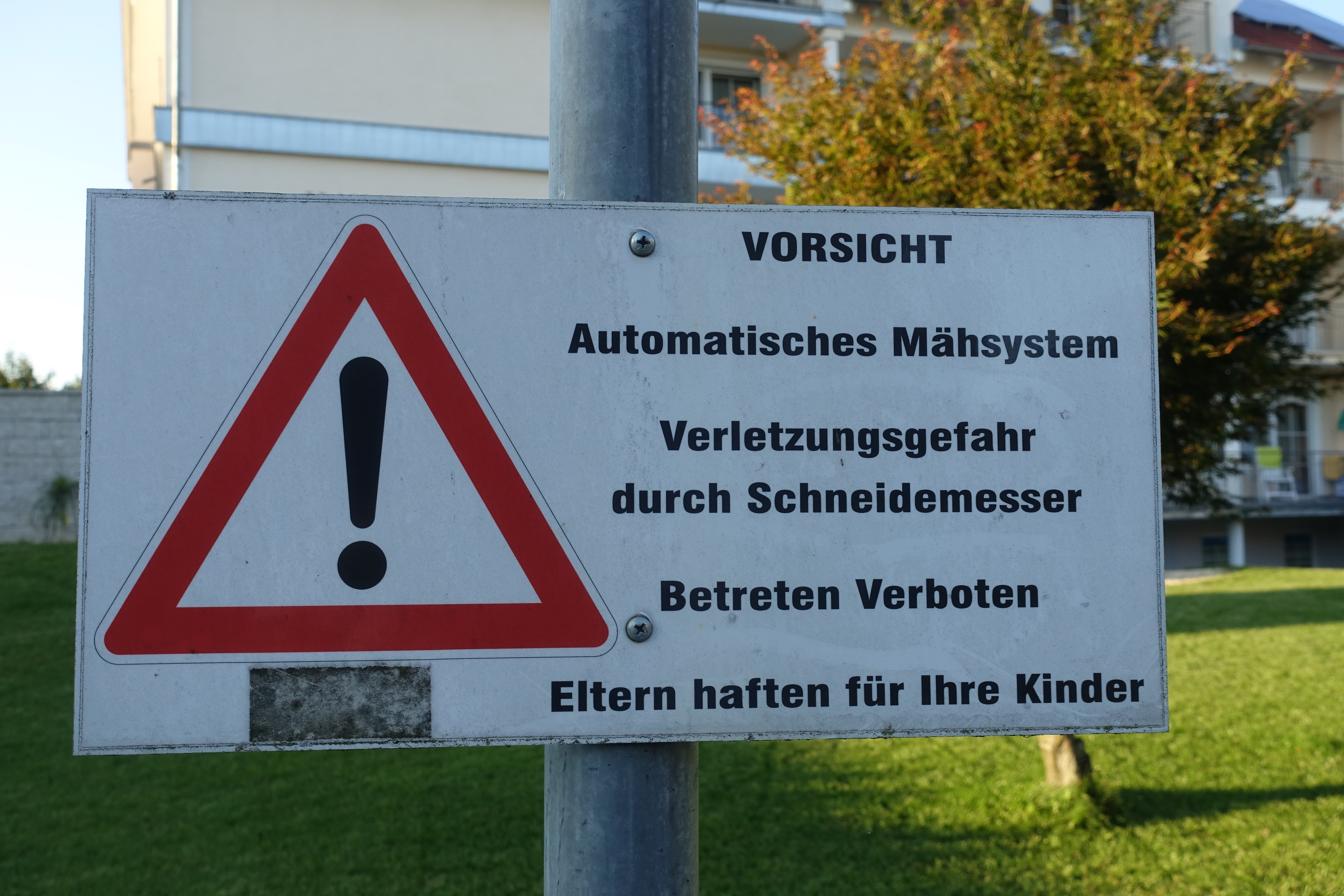
Warnung vor dem Rasenmähroboter in Bad Füssing

Ein Rasenmähroboter (kurz Rasenroboter genannt) ist ein Serviceroboter, der selbsttätig Rasen mähen kann. Rasenmähroboter sind nicht ferngesteuert, sondern mähen selbständig die vorgegebene Fläche: Sie arbeiten autonom.
Im Handel sind Rasenmähroboter seit Mitte der 1990er Jahre erhältlich. Sie sind nach Staubsaugerrobotern die ersten Haushaltsroboter, die in größerem Maße auch in Privathaushalten Verbreitung gefunden haben.
Ein typischer Rasenmähroboter ist je nach Modell ausgelegt, eine Fläche von ca. 150 bis zu 20.000 m² Rasen zu bewirtschaften.
Diese Roboter sind vermehrt mit komplexer Sensorik ausgerüstet, welche sich selbständig aufladen und auch Regenschauer erkennen können. Somit ist eine menschliche Interaktion nach dem Aufstellen der Maschine zumeist nicht mehr vonnöten. Mit dem vermehrten Aufkommen von Smartphones wurden in einige Modelle Automatisierungsfunktionen integriert, die man mit Hilfe einer App konfigurieren und ebenso manuell steuern kann.

## Geschichte
Der Mowbot wurde 1969 vorgestellt von S Lawrence Bellinger und für $800 angeboten. Nach ersten Geräten ab 1995 gilt insbesondere der seit 1998 erhältliche Automower G1 von Electrolux bzw. Husqvarna als erster echter Rasenmähroboter. Dieser Roboter mähte nicht nur die zu bearbeitende Fläche selbständig, sondern konnte sich erstmals automatisch wieder in eine Ladestation begeben, um seine Akkus aufzuladen. Er war damit – abgesehen von Wartungseingriffen – in der Lage, ohne menschliche Steuerung die Rasenpflege beliebig lange alleine zu übernehmen.
 Als Hauptwettbewerber gilt das israelische Unternehmen Friendly Robotics, das den Robomow herstellt. Eine große Anzahl weiterer Hersteller bieten sowohl Eigenentwicklungen als auch Lizenznachbauten an. Besonders Husqvarna Automower und Friendly Robotics Robomower werden mit z. T. abgewandelten Gehäuseformen oder abweichender Farbgebung unter den Namen bekannter Gartengerätehersteller vertrieben. Rasenmähroboter repräsentierten Ende 2005 die zweitgrößte Kategorie der Roboter im Haushalt. Die Wachstumsrate des Marktes für Mähroboter, der für mehr als eine Dekade von der schwedischen Firma dominiert wurde, beträgt das 15-fache gegenüber der von konventionellen Rasenmähern; dies zieht die Konkurrenz an.
2021 gehören Rasenmähroboter – zusammen mit Staubsaugerrobotern – zu den in Deutschland am häufigsten genutzten Servicerobotern. Laut einer repräsentativen Umfrage setzen 16 Prozent der Deutschen einen Rasenmähroboter ein.

## Bauform und Arbeitsweise
Rasenmähroboter sind fast ausschließlich akkubetrieben und kürzen die Rasenhalme mit scharfen Messern. Sie sind Mulchmäher, denn sie zerschneiden das Gras so fein, dass keine Reste eingesammelt werden müssen und Nährstoffe in den Boden zurückgeführt werden.
Die Mähwerke der Rasenmähroboter sind deutlich leistungsschwächer als die von handgeführten Rasenmähern. Das Abschneiden des Halms mit Messern (anstatt des Abschlagens wie bei üblichen Rasenmähern) ist nicht für hohen Rasen geeignet.
Aus diesen Gründen fährt der Rasenmähroboter im typischen Einsatzszenario den Rasen ständig oder zumindest sehr häufig ab, nur unterbrochen durch Ladepausen. So bleibt der Rasen stets kurz genug, um mit den relativ schwachen Mähwerken noch bearbeitbar zu bleiben. Wegen der langen Einsatzdauer werden trotz des in der Regel wenig systematischen Abfahrens des Rasens schließlich alle Bereiche gemäht.
Die meisten Geräte sind wegen der geringen Leistung der Mähwerke relativ leise, so dass sie meist ohne Belästigung im Dauerbetrieb eingesetzt werden können.
Der Antrieb erfolgt meistens über zwei getrennt motorisierte und ansteuerbare Räder, die für Fahrt und Lenkung zuständig sind. Dabei sind die Räder nicht tatsächlich lenkbar; gelenkt wird nur über verschiedene Drehgeschwindigkeiten der Antriebsräder. Im Extremfall (ein Rad dreht sich vorwärts, das andere rückwärts) können Mähroboter auf der Stelle wenden. Ein weiteres Paar Laufräder, geringer belastet und mit kleinerer Spurweite, auch (passive) Lenkrollen – bei manchen Modellen auch bloß ein zentral angebrachtes Kugelrad – stützt den Roboter vorne oder hinten ab.
Für besonders steiles Gelände sind seit 2019 aber auch Roboter mit 4 angetriebenen Rädern erhältlich, diese lenken mittels Knicklenkung, also dem Verdrehen von zwei Gehäusehälften. Diese Roboter sollen Steigungen bis 70 % bewältigen, während mit zwei angetriebenen Rädern maximal ca. 35 % befahrbar sind.

### Orientierung per Begrenzungsdraht
Das zu mähende Gelände wird meist mit einer Induktionsschleife, dem sogenannten Begrenzungsdraht, umgeben. Auf dieser Schleife liegt eine Rechteckschwingung, die von einer Spule im Rasenmähroboter aufgenommen wird. Bei Annäherung an die Schleife wird eine Spannung in der Spule des Roboters induziert. Durch Auswertung der Polarität kann der Roboter feststellen, ob er sich innerhalb oder außerhalb der Schleife befindet. Wenn sich die Spule des Roboters genau über der Schleife befindet, wird keine Spannung induziert. Dadurch kann der Roboter wenden, bevor er den Draht überfährt und bleibt so in einem klar definierten Bereich.
In diesem Bereich fährt der Roboter mehr oder weniger ungeordnet hin und her. Hierbei werden je nach Hersteller diverse Strategien verfolgt, etwa Spiralfahrt, Richtungsänderungen nach einer bestimmten Zeit oder einfach nur Geradeausfahrt, bis der Begrenzungsdraht erneut erreicht ist und dann Umkehr in einem zufälligen Winkel.
Hindernisse werden durch Stoßsensoren oder Ultraschall selbständig erkannt, können aber auch mit Hilfe des Begrenzungsdrahtes ausgespart werden (Beete, Teiche, Bäume etc.). Problematisch sind jedoch Hindernisse, die flach genug liegen, um vom Roboter überfahren zu werden, also z. B. kleinere Steine, Schuhe, Spielzeug oder liegengelassene Kleidungsstücke.
Suchdrähte können auch dazu verwendet werden, den Rasenroboter gezielt in abgelegene Bereiche eines Rasens zu führen. Im Extremfall können so auch unzusammenhängende Flächen gemäht werden, indem der Roboter so programmiert wird, dass er eine zweite Fläche, z. B. in 50 Prozent aller Einsätze, durch Folgen eines Suchdrahtes aufsucht.
Da Begrenzungs- und auch Suchdraht in der Regel bis zu 10 Zentimeter Tiefe vergraben werden können, können die Rasenmähroboter dabei auch weitere Strecken über gepflasterte Wege und normale Verkehrsflächen wie Terrassen oder Straßen zurücklegen, um zur zweiten Rasenfläche zu kommen, wenn der Suchdraht unter der Pflasterung verlegt wurde.
Problematisch bei der Abgrenzung mittels Begrenzungsdraht ist die zuverlässige Erkennung des Drahtes. Der Begrenzungsdraht wird von einigen Geräten nicht zuverlässig erkannt; dadurch kann das Gerät Schaden verursachen oder den vorgesehenen Mähbereich verlassen. Daher empfehlen viele Hersteller, besonders kritische Stellen wie z. B. Teiche oder Swimmingpools zusätzlich mit einem Rand zu versehen, der hoch genug ist, um die Stoßsensoren des Mähers auszulösen (z. B. 15 Zentimeter).

### Weitere Sensoren

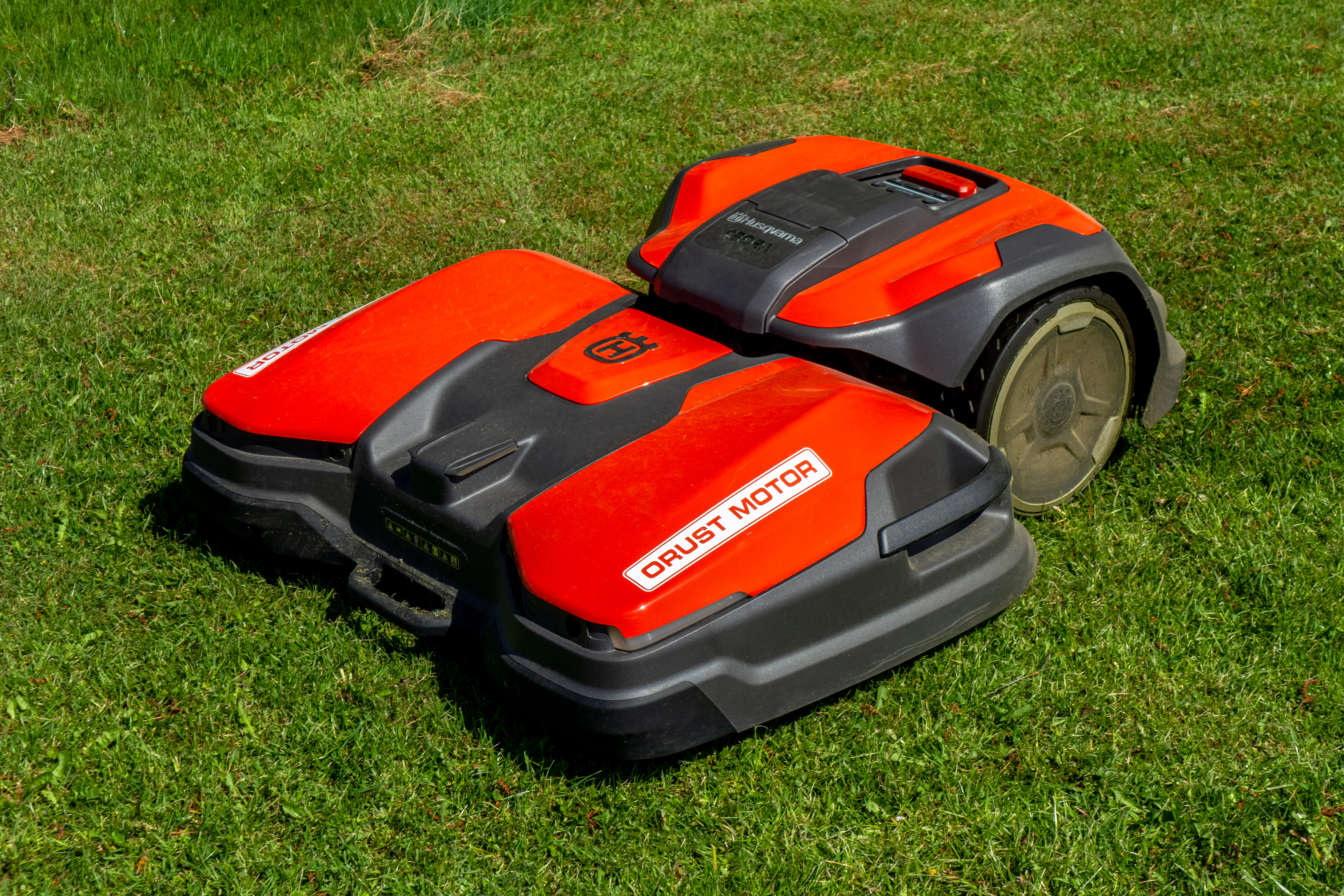
Professionelles Husqvarna CEORA mit GPS-Leitsystem für Sportarenen

Rasenmähroboter sind je nach Hersteller mit zahlreichen zusätzlichen Sensoren versehen, die feststellen, ob der Rasenmähroboter gekippt wurde, die Batterietemperatur überwachen, bei Regen das Mähen unterbrechen, bei sich nähernden Haustieren die Messer anhalten, die Rasenhöhe zu ermitteln versuchen und dann die Geschwindigkeit anpassen und ähnliches.
Alternativ zum Einsatz eines Begrenzungsdrahtes gibt es in den letzten Jahren auch Modelle, die mit kapazitiven Sensoren zu erkennen versuchen, ob sie sich auf einer Rasenfläche befinden oder nicht. Dies erfordert jedoch eine deutliche Trennung zwischen Rasenflächen und anderen Vegetationszonen wie z. B. Blumenrabatten.

#### GPS
Teurere Modelle verfügen schon länger über ein GPS, das bislang in der Regel mangels Genauigkeit jedoch kaum für die Steuerung auf dem Rasen verwendet wird, sondern meist zur Lokalisation des Roboters auf großen unübersichtlichen Grundstücken oder bei Diebstahl. Dazu sind GSM-Module eingebaut, die selbständig anrufen, um das Verlassen eines bestimmten Areals zu melden oder angerufen werden können, um dem Roboter z. B. zu befehlen, zur Basisstation zurückzufahren oder seine Position zu übermitteln.
Moderne GPS-Systeme mit Echtzeitkinematik (RTK) können mit Hilfe eines zweiten, ortsfesten GPS-Empfängers, der Korrektursignale sendet, wesentlich präziser arbeiten.

### Basisstation
So gut wie alle derzeit am Markt befindlichen Modelle finden bei Bedarf selbständig zur Ladestation, um sich alleine aufzuladen. Viele Modelle suchen dazu den Begrenzungsdraht und fahren diesen so lange ab, bis sie zur Basisstation kommen, die in der Regel auch den Draht mit dem erwähnten Signal speist. Hier fahren die Roboter gegen Ladekontakte und schalten dann für die Zeitdauer der Ladung ab. Einige Modelle bieten zusätzliche „Suchdrähte“, die zur Basisstation führen. Sie folgen dabei nicht direkt dem Suchdraht, sondern fahren in einem Korridor neben dem Suchdraht, um immer gleiche Fahrspuren im Rasen zu vermeiden. Außerdem strahlt die Basisstation selbst ein Signal ab, das der Roboter empfängt, wenn er der Station nahe ist.

### Sicherheit
Viele Anbieter empfehlen, Kinder nicht in die Nähe von Rasenrobotern zu lassen. Rasenmähroboter sollen zwar in gefährlichen Situationen sofort das Mähmesser anhalten. Dazu haben die Geräte in der Regel Sensoren, die das Anheben oder zu große Neigungswinkel erfassen. Einige Geräte schalten aber nicht unmittelbar ab, so dass es insbesondere an Füßen oder Fingern zu Verletzungen kommen kann.
Mähroboter wurden durch die Stiftung Warentest im Jahre 2018 hinsichtlich Sicherheit als mangelhaft eingestuft, Gliedmaßen wie Kinderfüße oder flach ausgestreckte Hände wurden nicht erkannt. Auch Kleintiere wie z. B. Igel sind gefährdet, insbesondere wenn die Geräte in der Dämmerung oder nachts betrieben werden.
Das Fraunhofer-Institut für Mikroelektronische Schaltungen und Systeme hat im Jahre 2018 einen optischen Sensor vorgestellt, der Rasenmähroboter sicherer machen soll. Er arbeitet mit Light Detection and Ranging (LIDAR) und erfasst sich nähernde Hindernisse wie z. B. Kinder.
Viele Modelle prüfen permanent die Funktion des Begrenzungsdrahtes und erkennen, ob sie sich innerhalb der Mähfläche befinden. Ist kein Signal vorhanden, so stoppt der Roboter. Dies verhindert neben dem Mähen von nicht vorgesehenen Flächen auch das „Ausbüxen“, also das unkontrollierte Verlassen des Bereiches und Mähen außerhalb der Umgrenzung oder gar des Grundstücks.

## Flächenleistung
Rasenmähroboter gibt es für Flächen von ca. 150 m² bis zu 20.000 m². Bei größeren Flächen kommen mehrere Rasenmähroboter zum Einsatz.
Speziell im Bereich von 800 bis 5000 m² unterscheiden sich die Roboter dabei oft nur durch die installierte Akkuleistung und die Leistungsfähigkeit der Ladeelektronik, um möglichst langes unterbrechungsfreies Mähen zu ermöglichen. Insbesondere bei Modellen für kleine Flächen ist die maximale Mähzeit und damit Flächenleistung sogar nur künstlich durch die Software begrenzt, d. h. ein an sich baugleiche Modell wird in mehreren Versionen mit unterschiedlichem Preis und unterschiedlicher Flächenleistung angeboten, bei den günstigeren Modellen wird die maximale Mähdauer aber per Software reduziert.
Es gab auch Modelle mit Solarzellen auf dem Gehäuse, die damit durch Nachladen der Akkus bei Lichteinfall die Einsatzdauer weiter erhöhten, diese Modelle werden zurzeit aber nicht mehr angeboten.
Typischerweise werden Steigungen bis zu 35 %, bei Modellen mit 4 angetriebenen Rädern bis 70 % bewältigt, wobei jedoch meistens ein Wenden in einer solchen Steigung nicht möglich ist, d. h. der Begrenzungsdraht darf nicht in einer solchen Steigung liegen.
In den meisten Fällen fahren die Roboter den Rasen aber nicht in gleichmäßigen Bahnen ab, wie Personen manuell geführte Geräte benutzen würden. So versuchen die meisten Robotermodelle zum Beispiel nicht, dafür zu sorgen, dass eine Geradeausfahrt auch wirklich gerade ist, etwa indem sie kleine Richtungsabweichungen, verursacht durch Unebenheiten, aktiv korrigieren. Bestenfalls versuchen einige Modelle durch Schrägen oder Hänge entstehende Drift grob zu kompensieren. Deshalb ergibt sich bei den meisten Rasenmährobotern ein zum Teil chaotisch erscheinendes Mähbild. Schwer zugängliche Ecken eines ungleichmäßig geformten Rasens werden mitunter erst nach langer Betriebszeit erreicht. Daher sollte ein Rasenmähroboter den Rasen mehr oder weniger täglich bearbeiten, um so schließlich eine gleichmäßige Rasenhöhe zu erreichen.

## Nachteile
- Rasenmähroboter können kleinere Tiere (z. B. Igel, Blindschleichen, Feuersalamander und Kröten) verletzen oder töten. Man sollte sie daher nur unter Aufsicht tagsüber fahren lassen.
- Von Rasenmährobotern gepflegte Flächen bilden einen relativ kurzen dichten gleichmäßigen Rasen. Artenvielfalt in Flora und Fauna, wie blühende Kräuter in der Wiese, die Lebensraum für Insekten sind, wird unterdrückt. (Stichwort: Blumenwiese, Insektensterben, Monokultur)
- Nicht jede Gartenform eignet sich gut für Rasenmähroboter. Sehr verwinkelte Rasenflächen mit vielen Engstellen (Passagen unter ca. 1,20 Meter Breite) bereiten mitunter Probleme. Ebenso sind sehr unebene Flächen sowie viele oder steile Steigungen problematisch.
- Der Rasen muss immer frei sein von Gegenständen aller Art, die vom Roboter überfahren werden können (z. B. Äste, größere Fichtenzapfen, Kleidung, größere Steine, Spielzeug, Decken oder flache Kissen, Kabel, Werkzeug, Gartenschläuche). Gegenstände, die höher sind als ca. 15 Zentimeter, stellen hingegen meist kein Problem dar.
- Die Installation des meistens erforderlichen Begrenzungsdrahtes kann besonders bei komplexeren Formen recht aufwendig sein.
- Obwohl Rasenmähroboter deutlich leiser sind als normale Rasenmäher, kann die erforderliche längere Mähdauer oder ungünstige Mähzeiten ein Lärmproblem darstellen.